# أنطون أولريش
أنطون أولريش (بالألمانية: Anton Ullrich)‏ هو مخترِع ألماني، ولد في 30 أغسطس 1826 في Maikammer ‏ في ألمانيا، وتوفي في 1895.